# 常山公主 (北魏)
常山公主（?—?），中国南北朝北魏公主，魏献文帝之女，陆昕之之妻。
常山公主嫁给了陆昕之，陆昕之出自鲜卑贵族陆氏，祖父陆丽、父亲陆定国。公主奉养婆婆有孝名，神龟初年，与穆氏顿丘长公主并为女侍中。性不妒忌，因为陆昕之无子，为他纳妾媵，都是生的女儿。公主有三女无子，以陆昕之从兄陆希道第四子陆子彰为后。陆子彰孝顺公主，高阳王元雍说：“公主虽然没有亲儿子，但陆子彰当儿子，比亲儿子都强。”